# Соколень
Соколень (рум. Socoleni) — село в Аненій-Нойському районі Молдови. Адміністративно підпорядковане місту Аненій-Ной.

## Населення
За даними перепису населення 2004 року у селі проживали 514 осіб.
Національний склад населення села:
| Національність       | Кількість осіб | Відсоток |
| -------------------- | -------------- | -------- |
| молдавани            | 358            | 69,6%    |
| українці             | 72             | 14,0%    |
| росіяни              | 72             | 14,0%    |
| болгари              | 4              | 0,8%     |
| гагаузи              | 3              | 0,6%     |
| інша / без відповіді | 5              | 1,0%     |
| Всього               | 514            | 100%     |